# Fränkische Trockenplatte

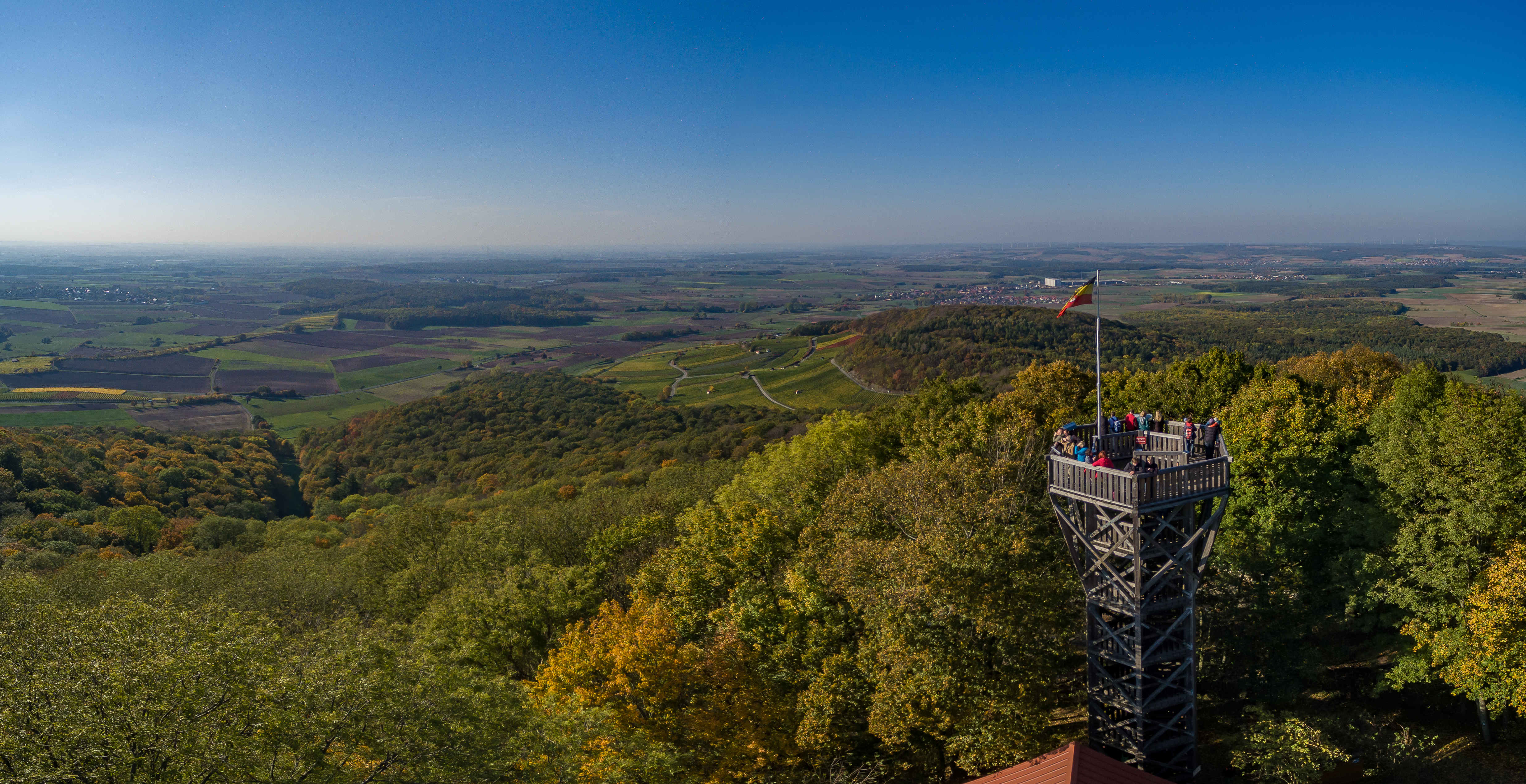
Blick vom Steigerwaldtrauf in die Fränkische Trockenplatte. Links im Hintergrund das Schweinfurter Becken

Die Fränkische Trockenplatte (auch: Schweinfurter Trockenplatte) beschreibt ein regenarmes Gebiet in Unterfranken (Bayern).

## Lage
Die Landschaft mit Schweinfurt und dem Schweinfurter Becken im Zentrum ist von mehreren Mittelgebirgen umgeben, im Westen der Spessart, im Norden die Rhön, im Osten die Haßberge und im Südosten der Steigerwald.

## Entstehung des Namens
Diese Einkesselung hat zur Folge, dass anziehende Wolken meist bereits in den Mittelgebirgen abregnen und somit die Fränkische Trockenplatte nicht erreichen. Die Niederschlagsmenge ist hier mit ca. 500 mm pro Jahr im Vergleich sehr niedrig. Ortsnamen wie Wasserlosen zeugen von diesem Umstand.

## Weinbau
Durch das trockene Klima ist die Zahl der Sonnenstunden deutlich größer. Daher ist der Landstrich seit jeher ein Weinbaugebiet.

## Sonstiges
Der Ellertshäuser See wurde ursprünglich als Wasserspeicher für die umliegenden Gemeinden angestaut, um die Felder zu bewässern. Es stellte sich jedoch heraus, dass die Bewässerungsanlagen zu teuer gewesen wären. Er wird heute überwiegend als Naherholungsgebiet genutzt.
Der Raum Würzburg gilt als ein Hotspot des Klimawandels in Deutschland. Die Jahre vor 2022 waren besonders extrem, wochenlang fiel kein Tropfen Regen (siehe auch Hitzewellen in Europa 2019, Dürre und Hitze in Europa 2018). Insofern ist die Region ein Testlabor für ganz Mitteleuropa: Pflanzen, die unter diesen Bedingungen überleben, schaffen es überall.